# Antônio Carlos (football, 1969)
Pour les articles homonymes, voir Antônio Carlos et Zago.
Antônio Carlos Zago, surnommé Antônio Carlos ou A.C. Zago (né le 18 mai 1969 à Presidente Prudente), est un footballeur brésilien en position d'arrière central, maintenant entraîneur.

## Palmarès

### Joueur
- Campeonato Paulista en 1991 avec les São Paulo
- Champion du Brésil 1991 avec les São Paulo
- Copa Libertadores en 1992 avec les São Paulo
- Campeonato Paulista en 1993 et 1994 avec les Palmeiras
- Champion du Brésil en 1993 et 1994 avec les Palmeiras
- Campeonato Paulista en 1997 avec les Corinthians
- Copa América en 1999 avec l'équipe nationale brésilienne.
- Champion d'Italie 2000-01 avec les Rome
- Supercoupe d'Italie 2001 avec les Rome
- Championnat de Turquie 2002-2003 avec les Beşiktaş
- Champion du Brésil en 2004 avec les Santos
- Campeonato Paulista en 2007 avec les Santos

### Entraîneur
- Recopa Gaúcha en 2017 avec les Internacional
- Champion du Brésil D2 2019 avec les Bragantino